# Pławęcino
Pławęcino [pwavɛnˈt͡ɕinɔ] (tiếng Đức: Plauenthin) là một ngôi làng thuộc khu hành chính của Gmina Gościno, thuộc hạt Kołobrzeg, Tây Pomeranian Voivodeship, phía tây bắc Ba Lan. Nó nằm khoảng 15 kilômét (9 mi) về phía nam của Kołobrzeg và 97 km (60 mi) về phía đông bắc của thủ đô khu vực Szczecin.
Trước năm 1945, khu vực này thuộc về tỉnh Pomerania và là một phần của Đức. Trong những thế kỷ trước, ngôi làng Plauenthin là một kiểu người đáng sợ được sở hữu liên tiếp bởi các gia đình quý tộc khác nhau. Sau Thế chiến II, người dân bản địa Đức bị trục xuất và thay thế bằng người Ba Lan.
Đối với lịch sử của khu vực, xem Lịch sử của Pomerania.
Ngôi làng có dân số là 167 người.